# Ингалс (лунный кратер)
Кратер Ингалс (лат. Ingalls) — древний крупный ударный кратер в северном полушарии обратной стороны Луны. Название присвоено в честь американского астронома-любителя Альберта Грэма Ингаллса (1888 — 1958) и утверждено Международным астрономическим союзом в 1970 г. 

## Описание кратера
Ближайшими соседями кратера являются кратер Ван ден Берг на северо-западе; кратер Блажко на северо-востоке; кратер Джоуль на востоке; кратеры Митра и Мах на юге и кратер Минер на западе-юго-западе. Селенографические координаты центра кратера 26°10′ с. ш. 153°20′ з. д. / 26,16° с. ш. 153,34° з. д., диаметр 37,2 км, глубина 2,1 км.
Кратер имеет циркулярную форму и существенно разрушен за время своего существования. Вал сглажен, в северо-восточной части перекрыт небольшим кратером, в южной и юго-восточной части отмечен группой мелких кратеров. Внутренний склон вала существенно шире в восточной части. Северную часть вала пересекает светлый луч от кратера Джексон, расположенного на западе-юго-западе от кратера Ингалс. Высота вала над окружающей местностью достигает 1000 м , объем кратера составляет приблизительно 1 000 км 3. Дно чаши ровное, не имеет приметных структур.

## Сателлитные кратеры

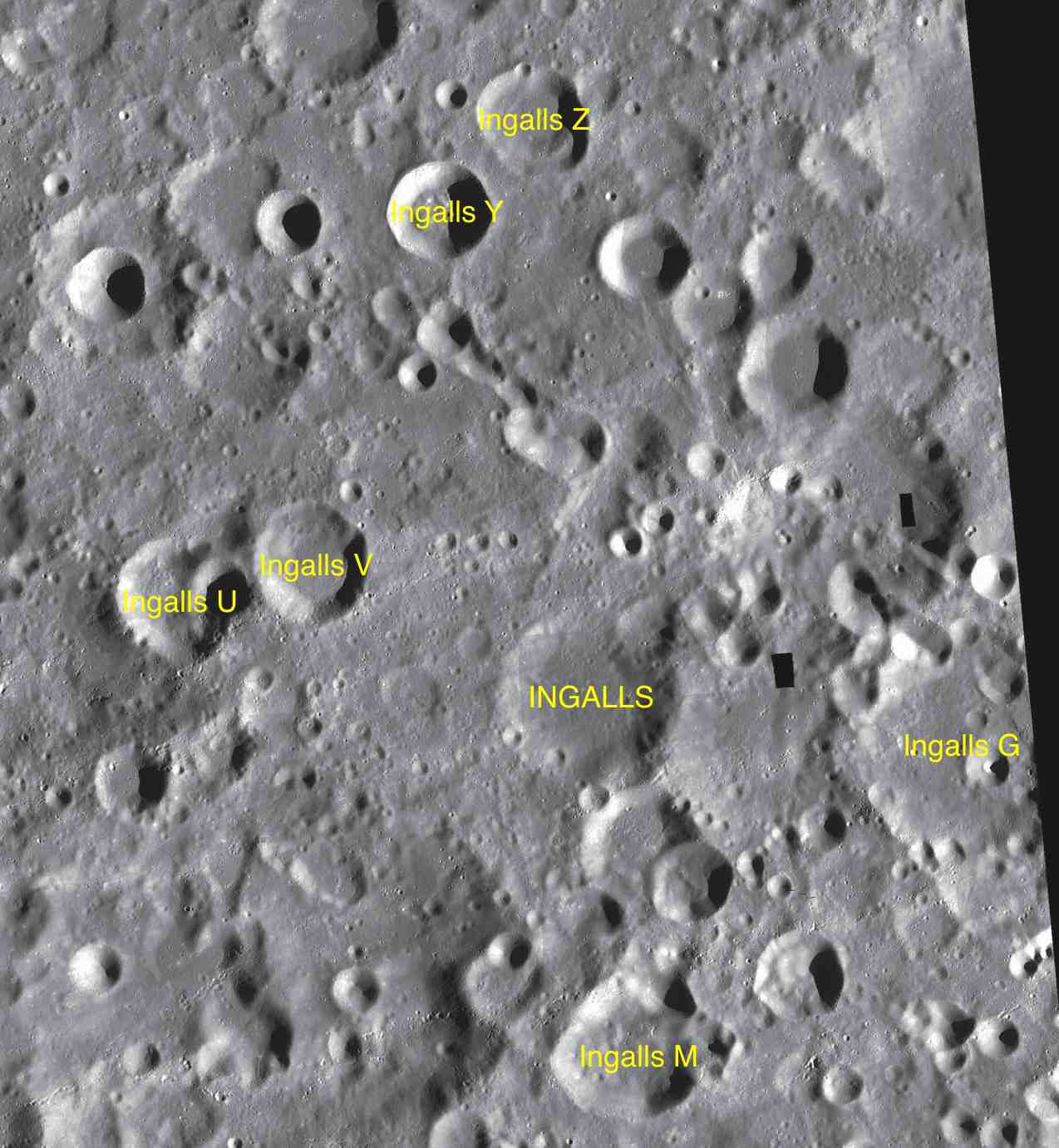
Фрагмент карты LAC-51.

| Ингалс | Координаты                                              | Диаметр, км |
| ------ | ------------------------------------------------------- | ----------- |
| G      | 25°39′ с. ш. 150°31′ з. д. / 25,65° с. ш. 150,51° з. д. | 47,6        |
| M      | 23°44′ с. ш. 153°12′ з. д. / 23,73° с. ш. 153,2° з. д.  | 28,1        |
| U      | 26°59′ с. ш. 156°23′ з. д. / 26,98° с. ш. 156,39° з. д. | 25,7        |
| V      | 27°09′ с. ш. 155°22′ з. д. / 27,15° с. ш. 155,37° з. д. | 24,1        |
| Y      | 29°31′ с. ш. 154°15′ з. д. / 29,51° с. ш. 154,25° з. д. | 21,1        |
| Z      | 30°05′ с. ш. 153°28′ з. д. / 30,09° с. ш. 153,47° з. д. | 25,9        |

## См.также
- Список кратеров на Луне
- Лунный кратер
- Морфологический каталог кратеров Луны
- Планетная номенклатура
- Селенография
- Минералогия Луны
- Геология Луны
- Поздняя тяжёлая бомбардировка